# レッツゴー武道館っ!☆
「レッツゴー武道館っ!☆」（レッツゴーぶどうかん）は、神聖かまってちゃんの配布シングル。

## 解説
当初は、4月1日に開催予定だった両国国技館でのワンマンライブにて配布される予定だったが、東日本大震災の影響で中止となった為、後に行われたフリーライブ全国ツアーにて、両国国技館のワンマンライブチケットを持っている人に配布された。
楽曲は、2月25日に東京・SHIBUYA-AXにて行われたライブイベント「HMV THE 2MAN ～みんな仲良くできるかな？編～『ももクロとかまってちゃん』」で初披露された。
2017年9月6日に発売されたアルバム『幼さを入院させて』の早期予約特典ボーナスCDに新録音源で収録された 。
表記揺れがあり、本シングルのジャケットや、ミュージックビデオのタイトルは「レッツゴー武道館っ!☆」だが、『幼さを入院させて』のボーナスCDなどでは「レッツゴー武道館っ!」となっており、ミュージックビデオのサムネイルでは、「レッツゴー武道館っ」表記となっている。

## 収録曲
（全作詞・作曲：の子、編曲：神聖かまってちゃん） 
1. レッツゴー武道館っ!